# نلسون ملگار
نلسون ملگار (اسپانیایی: Nelson Melgar‎؛ زادهٔ ۲۲ ژوئیهٔ ۱۹۴۵) بازیکن فوتبال اهل گواتمالا بود.
وی همچنین در تیم ملی فوتبال گواتمالا بازی کرده است.